# Agnes Sime Baxter

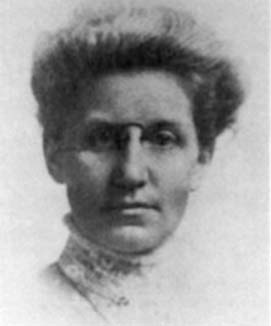
Agnes Sime Baxter

Agnes Sime Baxter (* 18. März 1870 in Halifax, Kanada; † 9. März 1917 in Columbia, Missouri) war eine kanadische Mathematikerin. Sie promovierte als zweite kanadische Frau in Mathematik.

## Leben und Werk
Baxter wurde als Tochter schottischer Einwanderer in Kanada geboren. Ihr Vater Robert Baxter war Manager der Halifax Gas Light Company, nachdem er eine schottische Firma für elektrisches Licht geleitet hatte, bevor er nach Nova Scotia zog. Baxter studierte Mathematik und mathematische Physik ab 1887 an der Dalhousie University. Sie erhielt dort 1891 ihren Bachelor-Abschluss als erste Frau mit Auszeichnung. Sie erhielt weitere Auszeichnungen, darunter die Sir-William-Young-Goldmedaille. 1892 erwarb sie ihren Master-Abschluss an der Dalhousie University. Von 1892 bis 1894 war sie Stipendiatin an der Cornell University in Ithaca, New York. 1895 promovierte sie als zweite Kanadierin und vierte Nordamerikanerin bei James Edward Oliver mit der Dissertation: On Abelian Integrals, a Resume of Neumann’s Abelsche Integral with Comments and Applications. Oliver starb im selben Jahr und Baxter redigierte seine mathematischen Notizen, die später veröffentlicht wurden.
Sie heiratete am 20. August 1896 den Philosophen Albert Ross Hill, mit dem sie zwei Töchter bekam. Sie zog nach Lincoln (Nebraska), wo Ross Hill Professor an der University of Nebraska-Lincoln wurde. Sie gab ihre Mathematikkarriere auf, um die akademische Karriere ihres Mannes zu unterstützen. 1903 wurde ihr Ehemann Präsident der University of Missouri und sie unterstützte ihn trotz gesundheitlicher Probleme.
Nach langwieriger Krankheit starb sie am 9. März 1917 in Columbia, Missouri und wurde auf dem Columbia Cemetery beigesetzt. Ihre Sir-William-Young-Goldmedaille wurde dem Institut für Mathematik, Statistik und Informatik geschenkt, um Teil einer Ausstellung ihr zu Ehren zu sein. Ihr Ehemann spendete einen großen Geldbetrag, damit zu ihrem Gedächtnis eine Sammlung von Büchern in ihrem Fachgebiet Mathematik begonnen werden konnte. Am 15. März 1988 wurde der Lesesaal Agnes Baxter im Fachbereich Mathematik, Statistik und Informatik der Dalhousie-Universität feierlich eingeweiht.